# Barichneumon anator
Barichneumon anator är en stekelart som först beskrevs av Fabricius 1793.  Barichneumon anator ingår i släktet Barichneumon och familjen brokparasitsteklar. Arten är reproducerande i Sverige. Inga underarter finns listade.